# Ігнатов Степан Андрійович
Степан Андрійович Ігнатов (нар. 1908, село Рогозіно Болховського повіту Орловської губернії, тепер Орловської області, Російська Федерація — 1966, місто Москва) — радянський діяч, 1-й секретар Амурського обласного комітету КПРС, голова Амурського облвиконкому. Член Центральної Ревізійної Комісії КПРС у 1956—1961 роках. Депутат Верховної Ради СРСР 3—4-го скликань.

## Життєпис
Народився в селянській родині. У жовтні 1928 — 1931 року — учень Крапивенського лісового технікуму.
Член ВКП(б) з 1931 року.
У 1931—1936 роках — завідувач навчального ліспромгоспу, директор лісового господарства, директор дослідної лісової станції Московської області.
У 1937—1938 роках — директор Крапивенського лісового технікуму Тульської області.
У 1938 — червні 1939 року — 1-й секретар Крапивенського районного комітету ВКП(б) Тульської області.
У червні — серпні 1939 року — слухач Вищої школи партійних організаторів при ЦК ВКП(б) (не закінчив).
У серпні 1939 — березні 1940 року — відповідальний організатор відділу партійних кадрів Управління кадрів ЦК ВКП(б).
У березні 1940 — 1945 року — 3-й секретар Комі обласного комітету ВКП(б).
У 1945—1946 роках — 2-й секретар Комі обласного комітету ВКП(б).
У 1946—1949 роках — слухач Вищої партійної школи при ЦК ВКП(б).
У липні — листопаді 1949 року — 2-й секретар Амурського обласного комітету ВКП(б).
У листопаді 1949 — січні 1956 року — голова виконавчого комітету Амурської обласної ради депутатів трудящих.
16 грудня 1955 — 15 серпня 1957 року — 1-й секретар Амурського обласного комітету КПРС.
З 1957 року — аспірант Академії суспільних наук при ЦК КПРС.
До 1966 року — викладач Академії суспільних наук при ЦК КПРС.
Помер 1966 року в Москві. Похований на Новодівочому цвинтарі Москви.

## Нагороди
- орден Леніна
- орден Трудового Червоного Прапора
- медалі